# Паста (кулинария)
Вижте пояснителната страница за други значения на Паста.
Пастата (на италиански: pasta) е продукт на основата на брашно с различен произход, характерен за различните регионални кухни на Италия. Тя е разделена на правилни и на неправилни форми, предназначени за приготвяне в подсолена вряща вода или с влажна и солена топлина.
Терминът „паста“ (от къснолатинското păsta, идващо от старогръцкото πάστη („брашно, смесено с вода и сол“), разбиран като съкращение на италианското pastasciutta (пасташута, т.е. „суха паста“), може също да означава ястие, при което пастата е основната съставка, придружено от сос, заливка или друго овкусяване от различен вид.

## Основни видове
Видовете хранителна паста по света трябва да бъдат диференцирани и от историческа гледна точка, тъй като те са отделен плод на две големи и дълготрайни гастрономически култури. Тези култури развиват и създават тези видове храни в продължение на много векове по напълно паралелен, независим и различен начин, без едната да влиза в контакт с другата. Това са:
- италианската (като традиционните сфоля, изкуството на пълнената паста, популярните спагети, пастата от Кампания, пастата от Граняно IGP, класическите макарони, лигурската паста, апулийската, калабрийската, сицилианската и др. видове паста), която постепенно се разпространява в целия Запад и в средиземноморските райони;
- китайската (напр. пекинската паста, wàhntān, lāmiàn, кантонската паста и т.н.), която е широко разпространена и известна в различни аспекти в повечето азиатски страни от Далечния Изток.

И двете използват различни суровини и напълно различни и несвързани техники на обработка за приготвяне, производство, представяне и дегустация.

## История

### Произход
Произходът на пастата е много древен. Тя присъства в най-простите си и първични форми в различни части на евразийския континент от древни времена, развивайки се напълно паралелно, независимо, разнообразно и без никаква взаимовръзка от китайските долини на Далечния Изток до средиземноморските райони на Италианския полуостров. По-специално в Италия тя има бързо и значимо гастрономическо и традиционно развитие, което продължава непокътнато и до днес.
Пастата е широко известна още по времето на Магна Греция (Южна Италия) и на Етрурия (Централно-Западна Италия), където я наричат различно. В Етрурия е известна с гръцкия термин laganon или с етимона makària / makarṓnia, който е с по-широк средиземноморски корен – колкото етруски, толкова и магногрецистки и италийски със значението на „благословена храна", предлагана на погребални церемонии. След като се настанява в латинския речник, този термин достига до наши дни под формата на глагола, използван от някои области на Южна Италия: [a] 'maccari, който от своя страна е в основата на диалекталните термини maccaruni / maccaroni и съответното „макарони“, както и на италианския глагол ammaccare (с общото значение на „прилагам натиск“, „пресовам“, „смачквам“ или, в случая на пастата – обработвам масивен материал чрез притискане, месене и оформяне). Латинският термин làganum е използван за обозначаване на смес от вода и брашно, изтеглена и нарязана на ивици. Известно и документирано е, че Цицерон възхвалява làgana – латинският термин, от който произлиза сегашната „лазаня“.
Посоченият по-горе термин всъщност все още се използва в някои региони на Южна Италия, по-специално в Ирпиния (Кампания) с традиционните ѝ làine и fasuli, в района на Козенца (Калабрия) и в други области на Пулия, Базиликата (làgane и ciceri) и Лацио за обозначаване на дълга паста на ивици (подобна на талиатели, но по-къса), известна и днес с името lagana или làina, обикновено овкусявана със сухи бобови растения и смесена със зехтин и подправки като в древни времена. По-общата латинска дума păsta произлиза от термина păstam и от гръцкия синоним πάστα (pàsta-ein) със значението на „куп брашно със сос или заливка“, идващ от своя страна от глагола pássein – „меся“. Този термин започва да се използва в Италия около 1051 г.
Все пак ако се търси произходът на пастата, наречена с други имена, може да се върнем почти до неолита (около 8000 г. пр.н.е), когато хората започват да отглеждат зърнени култури, които скоро се научават да мелят, месят с вода, готвят и през италианското Средновековие да изсушават продукта на слънце, за да се запази по-дълго.
В древни времена пастата е широко разпространена храна в различни райони на Средиземноморския басейн и Далечния изток в многобройните си местни варианти, много от които изчезват или не се развиват, като исторически следи от тях се намират в различни части на Евразийския континент.
Пастата се радва на особено важна позиция и на голямо развитие в Италия и в Китай, и от най-древни времена се развиват две престижни и консолидирани направления на кулинарната традиция. Те, макар и да не се срещат и да не се „замърсяват“ кулинарно, се допълват взаимно в своето разнообразие, като произвеждат паралелно сходни храни на различни географски ширини и на отдалечени един от друг континенти, културно различни и с много различни суровини и техники. Тези храни все още могат да бъдат намерени на трапезите почти по целия свят. Това е така благодарение на глобалния износ, който, тръгвайки от Италия и Китай, обикаля целия свят, но за който е трудно и дори невъзможно да се установят и изследват предходните връзки между тях именно поради сложността на междинните пътища. Всъщност пастата, такава каквато я познаваме днес, е местна и характерна и за двете страни: за Италия, от където се разпространява в други западни страни, и за Китай, откъдето се разпространява в останалата част на Ориента. Тя обаче се развива с различни техники и материали. Едно от най-древните свидетелства, датиращо от преди около 3800 години, е дадено от ястието 麵 (lāmiàn) – китайски нудли от просо, намерено в северозападната част на Китай близо до град Lajia под три метра седимент.
Китайската находка се счита
исторически за абсолютно независима и напълно различна от италианската. Това е така и поради факта, че по онова време китайците не познавават пшеницата, характерна за италианските и средиземноморските производства, и освен това използват напълно различни методи на обработка, което допълнително подчертава паралелизма на авторите и различния произход между двете храни и между двете кулинарни изобретения. По същия начин можем да открием следи от също толкова древни ястия с паста и сред етруските, древните гърци, римляните и други италийски народи. Ясно свидетелството за етруските е открито в Черветери в гробницата на Грота Бела. То е от 5 - 4 век пр.н.е. На някои нейни релефи ясно са изобразени инструменти, все още използвани в Италия, за домашно приготвяне на прясна паста като дъска за прясна паста, точилка и колелце за разрязване на тестото. За гръцкия и латинския свят има множество споменавания от класически автори, сред които Аристофан и Хораций, които използват термините laganon (старогръцки) и laganum (латински), за да обозначат смес от вода и брашно, издърпвана и нарязана на ивици (почти идентични с талиателите, талиолините и фетучините, но с къс формат). Тези лагани, все още използвани в Южна Италия (от тук и днешната дума làina), придобиват толкова голямо значение, че са включени в четвъртата книга на „За гастромията“ (De re coquinaria) на известния латински чревоугодник и гастрономически философ Апиций, живял между 1 век пр.н.е. и 1 век сл.н.е., и автор на първата готварска книга с рецепти, известна и до днес. Той описва подробно видовете овкусявания, като често пренебрегва инструкциите за тяхното приготвяне, загатвайки по този начин, че пастата е широко известна и използвана в цяла древна Италия, така че е излишно да я описва.
Векове по-късно у средновековните араби поетът и музикантът Зиряб, който също е и страстен гастроном, описва през 852 г. теста от вода и брашно, доста разпространени в мюсюлманска Сицилия, които са подобни на паста и са предшественици на вермичели-те и на съвременните спагети. В „Книга на Роже II“ (Kitāb Rujārī), публикувана през 1154 г., Мохамед ал-Идриси – географ на Роже II Сицилиански описва Трабия – град на 30 км от Палермо като район с много мелници. Там се произвежда ръчно моделирана паста във формата на конци, еволюирала от римския laganum, която по-късно приема името „вермичели“ и впоследствие „спагети“, но по онова време Ал-Идриси я нарича на своя език с по-общия термин iriyya (от арабското itriyya, което от своя страна идва от старогръцкото itrion, което означава именно „суха разтеглена и нишковидна паста“). Последното название все още се използва и за някои други видове южноиталиански видове паста, които са все още произвеждани от домакините от Пулия и Сицилия и наречени с диалектната дума trija), и които, след като се изсушат, се доставят с кораби в изобилно количество в цялата средиземноморска област, както мюсюлманска, така и християнска, както е добре описано от Ал-Идриси. Това поражда активна търговия, която от Сицилия се разпространява главно на север по протежение на италианския полуостров и на юг към Сахара, където е много търсена от берберските търговци.
През 1279 г. нотариусът от Марке Уголино Скарпа, правейки списък на това, което генуезкият войник Понцио Бастоне оставя след смъртта си като бедно наследство, описва на средновековен италиански: una bariscella plena de maccaroni, позовавайки се именно на „кошница вермичели“ (или спагети). Още по-рано, през 1244 г., лекар от Бергамо обещава на един вълнаджия от Генуа, че ще го излекува от болест на устата, ако не яде месо, плодове, зеле или паста, и пишейки на италианско-римски простонароден латински, му забранява да яде наред с други храни и паста. Друг пример е този от 1221 г., присъстващ в хрониката на Фра Салинбене от Парма, който, говорейки за един едър и здрав монах, някой си Джовани да Равена, отбелязва: „...Никога не съм виждал някого, който да се тъпче с такова удоволствие с лазаня със сирене!“. Поетът Якопоне Да Тоди през 1230 г. в едно от писмата си до папата говори и описва подробно макароните, като ги третира като обект на възвишено и неземно удоволствие.
Тези свидетелства и много други, всичките написани и документирани в Италия след текстовете на класическата античност на гръцко-римския и на етруския свят, показват, че пастата, такава каквато я познаваме днес, е добре разпространена и позната, произвеждана и консумирана от началото на Средновековието в целия италиански полуостров, от север на юг. Те представляват първите проследими и осезаеми доказателства за хранителната паста, които по-късно влизат в историята.
В ориенталската традиция обаче един от най-древните и пълни източници за различните видове маси за miàn, който бележи и началото на диверсификацията на техниките за приготвяне според вида на използваните зърнени култури, е представен от Qimin yaoshu: „Техниките, съществени за народа Ки“ – първият китайски земеделски договор от 8 век. В него авторът Jia Sixie в частта, посветена на местната икономика, описва престижни ястия и гастрономически продукти от онова време, включително много базирани изключително на преработени зърнени храни. Сред тях той разграничава оризовите тестени изделия и макаронените изделия, направени от зърнени храни, различни от пшеница, и по-специално от просо, които, тъй като имат само нишесте, изискват доста различни процеси на замесване от другите, за да станат паста. Той описва техниката на издължаване на водна баня на видовете паста от просо – обичай, който все още съществува на изток и който е напълно различен от италианските методи за обработка на запад. Този процес има за цел да измие нишестето и да подобри характеристиките на глутена, което прави тези видове паста доста хлъзгави и в който е видимо разбирането за същата им значимост като това на италианския химик Якопо Бартоломео Бекари, който открива техните хранителни принципи в началото на 18 век. За нишестените пасти като ориза, неизвестни и неизползвани на Запад, процесът на фиксиране на формата е описан като частично желиране във вряща вода на меко тесто, разделено на нишки през сито, през което те се изсипват директно в течността или при необходимост – отцедени и приготвени на пара, за да се разграничи употребата им. Това е характерен метод за приготвяне, който все още се използва и днес в Китай, както и отправна точка, от която впоследствие пастата се разпространява в други райони на Далечния Изток като Япония.
Вместо това в Централна Европа и особено в Западна Германия могат да се намерят дискретно разпространение и адаптиране на яйчената паста от Северна Италия. Практиката на хидратиране на брашното единствено с яйца вече съществува в Рейнланд от средата на 17 век. В Италия обаче, от където по-късно тази употреба достига до Франция, Испания и други места в Южна Европа, няма и следа от нея. С нея германският абат Бернардин Бухингер написва готварска книга на немски език, която става основата на елзасската гастрономическа традиция. В книгата се казва, че елзасците са включили в диетата си от германците вариант на маса, обогатена с „много яйца“ (което за това общество означава 6 или 8 яйца на килограм брашно), от вид паста, наречена nudeln (от който по-късно произлиза английският термин noodle), която е твърда и хомогенна, разточена с точилка и нарязана на ленти; този обичай никога не се е разпространява извън тази германска географска област.

### Еволюция
Най-важната иновация на Средновековието за установяване на съвременната категория паста е въвеждането и италианското изобретение на нов метод на готвене и нови формати. Системата за кипене, използвана в класическата античност само за каша или полента от различни зърнени храни, е заменена от прехода към фурната, където древните лагани са поставяни директно с овкусяването им като готварска течност. Първите перфорирани видове паста са родени в Италия, особено в централно-южната ѝ част, като ригатони (наричани в някои региони „макарони“), пене и букатини, и пълнени, предимно в централно-северната ѝ част, като тортелини, равиоли и аньолоти, а на север и в част от центъра са последвани от появата на пастата с пресни яйца. Важното изобретение на дълготрайната суха паста (или „пасташута“) исторически се приписва на жителите на средновековна мюсюлманска Сицилия. Те се нуждаят от провизии за продажба на арабските и берберските търговци, пътуващи на дълги разстояния в пустинята. Така те разработват ефективни методи за сушене на открито, често използвани по-рано за пактоподобни храни и от ислямското население на Близкия Изток, но усъвършенстван от сицилианците по времето на Емирство Сицилия и продължаващи отчасти и до днес; това е една от иновациите, която в по-голяма степен повлиява върху хранителните навици и търговията с паста на Италия с останалия свят.
През Средновековието възникват първите италиански работилници за професионално приготвяне на паста. От Южна Италия, която е пропита с арабска култура, те се местят в останалата част на полуострова, Северна Африка, Близкия Изток, Испанския Левант и останалата част на Европа. Още в средата на 13 век големи работилници за паста изникват предимно в Неапол, Генуа и Салерно (и по-специално в Минори – един от основните центрове за производство на паста в Кралството на двете Сицилии) – градове, които впоследствие имат голямо участие в еволюцията и успеха на ястията с паста. За втори път работилниците за паста са отворени и в Пулия и Тоскана. През 14 век възникват първите италиански гилдии на занаятчиите на паста. Те са под контрола и регулацията на папата. Неговите були стандартизират видовете магазини и постановяват между 1300 и 1400 г. в град Рим да няма по-малко от 50 метра между един магазин за паста и друг, за да се избегнат кавгите между търговците. Това са документи, които ясно показват как изкуството на приготвянето на паста е изключително разпространено в цяла Италия по онова време.
Сушенето позволява на пастата да издържа на дългите пътувания по море, в което се специализират генуезките търговци. Те обикновено и локално са наричани „фиделари“, като се има предвид, че „фидели“ е името, дадено на спагетите в тази област на Северозападна Италия, докато в останалата част от Италия те продължават да се наричат „вермичели“ (а занаятчиите на паста се наричат „вермичелари“), но по-късно приемат името „спагети“. Така Лигурия става място за производство на огромни количества суха паста, докато Емилия-Романя, Ломбардия, Базиликата и Венето остават свързани с употребата на прясна паста, което продължава и до днес.
В допълнение към крозетите (къса паста) и ломбардската александрина (дълга паста) през 14 век Liber de coquina обяснява много подробно как се прави лазаня в района на Емилия и препоръчва тя да се яде с дървено punctorio – заострен дървен инструмент. Докато в останалата част на Европа до 16-17 век за ядене се използват ръце, в Италия е налице ранно въвеждане на вилицата. В началната си фаза вилицата преминава от Неаполитанското кралство в дворците на Венециански дожи, а след това се появява във флорентинския двор на Медичите, а със суверена Катерина Медичи по-късно се разпространява от Ренесансова Италия в Кралство Франция и след това и в останалата част на Европа и света. Като прибор тя е смятана за по-удобна за ядене на хлъзгава и гореща паста, наскоро въведена сред ястията във Франция. Пастата първоначално се консумира само от висшите класи на европейските благородници, особено от благородниците в дворовете с по-голям контакт с италианците като испанският, френският и австрийският. Те считат пастата за оригинален деликатес, италианска екстравагантност и специалитет за богатите. За разлика от това в Италия пастата е по-разпространена сред нисшите класи като ежедневна храна, докато в останалата част от европейския континент тя никога не напуска двора освен в Модерната епоха.
През 15 век в Libro de arte coquinaria Маестро Мартино дава първите технически насоки за приготвянето на вермичели или на „сицилиански макарони“ (за първи път терминът „макарони“ обозначава също и къса перфорирана паста) и на „макарони от Романя“ (тип талиатели). Тогавашните рецепти предвиждат пастата да се готви „ал денте“ (леко твърда) и да се подправя по лек и питателен начин, тъй като трябва да бъде храна за хора, свикнали да обработват земята, които се нуждаят от храна, и в същото време тя не трябва да утежнява стомаха, така че те да се чувстват леко и да издържат на умора. В чужбина тя често погрешно се сервира като гарнитура към други ястия и особено към месо. Този вкус, заедно с този на преварената паста, се среща и през 21 век извън Италия,
за което още през 17 век италианският математик Джовани Дел Турко препоръчва по-краткото варене, което оставя макароните по-твърди. Класическа е и комбинацията с настъргано сирене като пармезан, използвано като ценна стока за размяна в Емилия чак от Ранното средновековие. Италианците никога не изостават подобна комбинация. Следва и по-късната й успешна комбинация с домати, пристигнали от Америка в средата на 16 век и превърнати за първи път в сос през 18 век в тогавашното Неаполитанско кралство. Последната комбинация се налага със задоволство в италианското общество още между 17 и първата половина на 18 век със създаването на различни иновативни ястия, съществуващи и до днес и често срещани в италианската кулинария.
Най-старата известна мостра с индустриална паста – спагети от доставка за затвора е намерена в Държавния архив на Парма и датира от 1837 г. Поради възрастта анализът на пробата не позволява да се установи дали твърдата пшеница е основният компонент, докато се доказва значително присъствие на мека пшеница и липсата на яйца.

### Градска легенда
Широко разпространено е анахроничното вярване, разпространено преди всичко на американския континент, че именно Марко Поло, завръщайки се от Китай през 1292 г., въвежда пастата първо в Италия, а след това и в целия Запад. Това обаче е градска легенда, родена в САЩ през 1938 г. в списание Macaroni Journal, публикувано от Асоциацията на американските и канадските индустриалци, с цел да облагороди пастата в очите на американските потребители, т.е. тя да бъде възприета като по-международна храна, а не само като свързана с италианските гета (Little Italy), където присъства от началото на 19 век. Целта е да се избегне свързването на пастата с широко разпространеното мнение, свързващо италианските имигранти с подземния свят. Вестникът съобщава в комична и детска рубрика, че известният венециански моряк, след като се завръща от Китай през 1292 г., носи със себе си сноп китайски нудли, които са в основата на произхода на италианската паста. Това е последвано през 1939 г. от също толкова въображаемият американски филм „Приключенията на Марко Поло“ (The Adventures of Marco Polo), който благоприятства вкореняването в световното обществено мнение на тези лъжливи популярни вярвания за произхода на италианската паста.
Тази история всъщност е измислена и като такава е отречена от всеки историк и изследовател на темата поради голямото количество осезаеми, документирани и неопровержими доказателства за съществуването на паста в Италия, предшестващи с няколко века (ако не и хилядолетия) самото раждане на Марко Поло. Тези свидетелства, вариращи от Античността (барелефи на инструменти за приготвяне на паста, присъстващи в етруските гробници от 5 до 4 век пр.н.е.; свидетелства за консумацията на làganon между 9 и 8 век пр.н.е. в Магна Греция; разказите на латинските поети от 1 век пр.н.е. като Цицерон и Апиций относно кулинарното изкуство и по-специално за римския làganum) чак до Средновековието (писанията на арабския философ Зиряб от 1058 г., описващи употребата на пастата в Южна Италия; свидетелствата на географа Мохамед ал-Идриси в двора на норманския крал Роже II Сицилиански от 1154 г., които описват подробно търговията с вермичели, произвеждани в работилниците за паста в Трабия близо до Палермо, и изнасяни в Средиземноморието; хрониките от 1221 г. на Фра' Салимбене от Парма, който разказва за хранителните навици на брат Джовани от Равена, чиято диета се състои от паста; писмата на философа Якопоне от Тоди до папата от 1230 г., описващи любовта му към макароните; диагнозата на лекар от Бергамо, който през 1244 г. забранява на един от пациентите си да яде паста; документите на нотариуса от Марке Уголино Скарпа, който през 1279 г. описва наследството на един от своите клиенти, включително „кошница с макарони" и много други).
Всички тези писмени и осезаеми доказателства, както става ясно и от датите, предшестват завръщането от Китай на Марко Поло, който се завръща от Кралство Катай едва през 1292 г., и ясно подчертават, че пастата е известна в Италия доста преди завръщането му във Венеция. Друго неопровержимо доказателство е фактът, че по време на пътуването му китайският двор, на който той гостува и с който е свързан, е съставен от монголи от династията Юан на Кубилай хан, които, както тогава, така и сега, не консумират паста, за разлика от китайците. С китайците Поло има малко директни контакти и дори не ги споменава в книгата си „„Милионът“, нито пък споменава китайските идеограми, китайската паста и другите обичаи на народите на Китай освен монголите от императорския двор, с които той установява търговски и приятелски отношения. Един от малкото гастрономически обичаи на китайците (а не на монголите), които Поло описва, е използването на хлебното дърво, от което, както пише той, китайците получават ядливи маси, наподобяващи лист лазаня (което показва, че той е познавал вече пастата и особено лазанята, тъй като винаги я е консумирал във Венеция) и се ограничава само до описанието на тази китайска зеленчукова храна.
В действителност и двата вида паста: италианският и китайският далеч предхождат пътуванията на Поло. Те нямат връзка един с друг, а са резултат от две далечни и различни култури като италианската на Запад и китайската на Изток. Тези култури по паралелен и независим начин, без едната да влие на другата, развиват няколко сходни, но същевременно доста различни ястия както в начина на приготвяне, така и в използваните суровини, и не на последно място по метода на обработка и готвене, както и относно овкусяването и сушенето им, което не съществува по онова време в Китай. Единственото общо нещо между тях е фактът, че и двете са паста.
Фразата, която разпалва въображението на американците през 1930-те години и която спомага за формулирането на въображаемата теза, е, че сред чудесата на света, описани в „Милионът“ относно царството на Фансур, Марко Поло пише: „Тук е голямо чудо, че има брашно от дървета, които са големи и имат тънка кора, и всичките са пълни с брашно вътре, и от това брашно се правят много и вкусни ястия, от които и аз ядох! “; изречение, към което в бележките към първата италианска версия Джован Батиста Рамузио по-късно добавя, че: „...пречистеното и почистено брашно, което остава, се използва и от него се правят лазаня и различни ястия от паста, от които споменатият Марко Поло е ял на няколко пъти ". С тази фраза Поло се позовава просто на хлебното дърво, назовавайки сам пастата и лазанята и така демонстрирайки познанието си за тези храни преди собственото си пътуване (както прави Рамузио, който споменава приликата между двете храни). Ето защо американците, по думите на Джузепе Презолини, не се поколебават да преинтерпретират текста на Рамузио по свой начин, измисляйки вноса на спагетите от Китай и така давайки началото на една от многото градски легенди, разпространявани в света на популярно равнище, чиято ненадеждност и лъжливост са демонстрирани обилно от всички историци, имали възможността да се занимават с темата.

## Пастата в Италия
Пастата е считана от италианците освен за храна и за елемент на съюз, споделян в цяла Италия: тя от край време е неразделна част от живота, от народната култура (семпла, но традиционна) на всички италианци, не само от тяхната кухня, но от самата им същност. Средата, феномените и атмосферата около чинията с паста навлизат в колективното въображение по отношение на средния италианец в цяла Европа и целия свят, първо в литературата и музиката през Средновековието, след това в операта и в театъра от епохата на Ренесансa и накрая в киното, предлагайки вдъхновение за много международно признати шедьоври, които винаги са били част от италианския дух. Позовавайки се на Обединението на Италия, което понякога е политически оспорвано, Чезаре Марки признава пастата като мощен символ на обединение и я описва по следния начин: „.. нашият народ е по-скоро сбирщина отколкото народ. Но когато дойде време за обяд, седнали пред чиния със спагети, жителите на полуострова се разпознават като италианци... Дори военната служба, дори всеобщото избирателно право (не говорим за фискално задължение) не упражняват такава обединяваща сила . Обединението на Италия, мечтано от бащите на Рисорджименто, сега се нарича „паста““.

### Средновековие
Още през 14 век в „Декамерон” Джовани Бокачо си служи с лакомията на читателите, като говори за паста – храна, вече широко разпространена и обичайна през италианското Средновековие, която тук се превръща в символ на изобилието от храна.: „Мазо отвърнал, че повечето от тях са в Берлиндзона, в страната на баските, в една област, наречена Бенгоди, където хората връзвали лозите с наденици, а гъската струвала един грош, и с нея давали и по едно патенце; ама без пари; там имало цяла планина от настъргано сирене пармезан, планината гъмжала от хора, които по цял ден варели само макарони и равиоли, и то в бульон от тлъсти петли, после ги хвърляли надолу и народът се надпреварвал кой повече да вземе“.

### Модерна епоха
През 16 век макароните, които стават синоним на хората, които се хранят с тях и често символ на италианеца в чужбина още от тогава, дават името на литературен жанр в простонародния латински италиано-римски – този на макаронената поезия (poesia maccaronica) и на езиковата смес, с която е написана тя, т.е. на макаронен латински, чийто водещ изразител е Теофило Фоленго.
През 1835 г. Джакомо Леопарди, пишейки „Нови вярващи“ (Nuovi Credenti), споделя любовта на неаполитанците към макароните. Джоакино Росини от друга страна, който се самоопределя като „третокласен пианист, но първият гастроном на вселената“, толкова много обича пастата, която се изпраща директно от Рим и Неапол, че през 1859 г. в писмо до приятел се оплаква за закъснението на товар паста, и се подписва: „Джоакино Росини без макарони".

### Емиграция
С началото на масовата емиграция италианската кулинарна традиция се превръща в пренебрежително клише за обръщение към италианците, които често са наричани така заради хранителните им навици. Повечето от тези имена се свързани именно с пастата: Maccaronì, Pastar, Spaghettifresser, Makaronu, Kabinti, Spaghettix, Espaguetis и др. Навремето те се произнасят в различни страни заедно с различни други имена и стереотипи, които италианецът носи от векове, но с едно и също значение, а именно: Mangia pasta (пастоядец), и това не винаги се казва сърдечно, напротив – често по обиден и гетизиращ начин.

### Футуризъм
През 1930 г. Филипо Томазо Маринети в „Манифест на футуристичната кухня“, се надява на истински кръстоносен поход срещу спагетите, обвинявайки пастата, че убива благородната, мъжествена и войнствена душа на италианците, сякаш жителите на Италия са станали жертва на своята собствена гастрономическа традиция, толкова ценена и позната в чужбина. Той дори предлага премахването ѝ, което според него и Бенито Мусолини – вдъхновител на спора би освободило Италия от скъпата чуждестранна пшеница и би облагодетелствало италианската оризова индустрия. Проблемът обаче е бързо разрешен с Маринети, увековечен в ресторант Biffi в Милано, докато яде вкусна чиния спагети: следва всенародно осмиване, което преди всичко използва следната фраза: "Marinetti dice Basta!/ Messa al bando sia la pasta./ Poi si scopre Marinetti / che divora gli spaghetti („Маринети казва „баста“! / Да бъде забранена пастата. / После откриваме Маринети / поглъщащ спагети ”).

### Кино и телевизия
Има много италиански филми, които засягат света на пастата или просто си заиграват с нея. Някои от тях са „Рим – отворен град“ (Roma città aperta) на Роберто Роселини, „Роко и неговите братя“ на Лукино Висконти, комедията „Мизерия и благородничество“ (Miseria e nobiltà) на Едуардо Скарпета с Тотò, „Неизвестни извършители“ с Тотò и Виторио Гасман, „Един американец в Рим“ с Алберто Сорди, „Адуа и нейните спътнички“ с Марчело Мастрояни, „Обичахме се толкова много“, „Макарони“, „Вечерята“ (La cena), „Римски хора“ (Gente di Roma) – всичките на Еторе Скола, а също и „Рим“ и „Гласът на Луната“ на Федерико Фелини.
През 1957 г. британският канал Би Би Си излъчва по телевизията сериозен документален филм за пролетното събиране на спагети. В него се казва, че сред благоприятния климат на езерото Лугано (между провинциите Варезе и Комо) спагетите растат по дърветата. Това създава поредната градска легенда сред младежите от 1950-те и 1960-те г., които си мислят, че ако дойдат в Италия, биха могли да събират спагети по дървета. Програмата, макар и да не е като тази на „Война на световете“ на Орсън Уелс, е много убедителна и някои зрители от онова време, особено англосаксонците, които заминават за празниците в Италия, се заемат сериозно да търсят фантастичните растения, като предизвикват забавление сред местното население.

### Паста по италиански
Пастата, съобразена със закона и с местните традиции, е традиционна италианска храна в нейните местни, регионални и занаятчийски варианти, защитена от фалшифициране от италианската държава и от ЕС.
В Италия сухата паста (pasta secca), която съставлява 3/4 от общата консумация, се получава чрез уникалната и специфична италианска техника на trafilatura, подобна на екструдирането чрез бронзови матрици, от разточването и последващото сушене на тестото, приготвено изключително от грис или твърд пшеничен грис (от който 50% от националния оборот се произвежда в исторически-географския район Капитаната, тоест в Таволиере деле Пулие в провинция Фоджа) и вода. Законът ясно установява нейните характеристики и деноминации с Указа на Президента на Републиката № 187 от 9 февруари 2001 г. Другата 1/4 от потреблението представлява прясната паста, за която освен по-висока влажност и киселинност се предвижда и периодично използване на мека пшеница и омесването на тестото като алтернатива на изтеглянето му.
Италия е на първо място по консумация на паста: през 2014 г. в нея се консумират 25 кг годишно на глава от населението, докато Тунис (16 кг), Венецуела (12 кг) и Гърция (11,2 kg) се намират непосредствено след нея. Италия остава лидер на световния пазар на тестени изделия с 3,5 милиона тона, произведени през 2014 г., от които 57% се изнасят, особено за Германия (18,3%), Великобритания (14,1%), Франция (14%), САЩ (7,7%)) и Япония (3,5%) на стойност приблизително 2 милиарда евро, в сравнение с 54% през 2010 г., 48% за 2000 г. и 5% за 1955 г. Веднага след това, по данни от 2007 г. са САЩ с 2 милиона и Бразилия с 1,5 милиона произведени тона. Не е същото по отношение на производството на твърда пшеница, от която се прави пастата: въпреки че до 2006 г. Италия е първият производител (4,5 милиона тона), поради намаляването на обработваемите площи през 2014 г. се произвеждат 4,1 милион тона в сравнение с 4,8 тона в Канада. Това количество не отговаря на нуждите на компаниите за паста, които внасят 30-40% от нуждите си от пшеница от чужбина, или 2,3 милиона тона през 2015 г. (70% през 19 век), по-специално от Канада, САЩ, Австралия, Русия и Франция, и увеличение по отношение на Украйна (600 милиона) и Турция (50 милиона) (с промени в компанията, от 25% от чуждестранната пшеница, използвана от Барила на 40-50% от Дивела). Това обаче все още позволява на компаниите да определят пастата, произведена в Италия, като „произведена в Италия“, въпреки че има и компании, които произвеждат паста само от италиански грис, което обаче означава, че продуктът струва около 15% повече от средното, също и поради много високо съдържание на протеини (обикновено над 13%). През 2016 г. националното производство нараства до около 5,5 милиона тона, което във всеки случай не задоволява 5,8 милиона, използвани единствено за производство на паста.

#### Суха паста
Видовете паста, произвеждани индустриално и предназначени за търговия, в съответствие с италианското законодателство, могат да бъдат само от вода и грис/грис от твърда пшеница във видовете и с характеристиките, показани в таблицата по-долу, където степента на киселинност е изразена от броя кубични сантиметри „нормален алкален разтвор", необходим за неутрализиране на 100 грама сухо вещество .
| Вид и наименование                              | Максимална влажност % | Пепел мин. (%) | Пепел макс. (%) | Протеин мин. (%) (азот x 5,70) | Максимална киселинност в градуси |
| ----------------------------------------------- | --------------------- | -------------- | --------------- | ------------------------------ | -------------------------------- |
| Грис от твърда пшеница                          | 12,50 ч               | -              | 0,90            | 10,50 ч                        | 4                                |
| Макарони с грис от твърда пшеница               | 12,50 ч               | 0,90           | 1.35            | 11,50 ч                        | 5                                |
| Макарони от пълнозърнест грис от твърда пшеница | 12,50 ч               | 1.40           | 1,80            | 11,50 ч                        | 6                                |

Всички тестени изделия, съдържащи различни съставки, се считат за специални тестени изделия и трябва да бъдат пускани на пазара с надписа „паста от грис от твърда пшеница“, допълнена от споменаването на използваната съставка и, в случай на няколко съставки, на една съставка или на тези, характеризиращи я.

#### Прясна паста
Ако при приготвянето на тестото се използват яйца, специалната прясна паста трябва да отговаря на допълнителни изисквания. Пастата с яйца трябва да се произвежда изключително от грис и цели кокоши яйца без черупки, най-малко 4 или във всеки случай с общо тегло не по-малко от 200 грама яйце за всеки килограм грис. Яйцата могат да бъдат заменени със съответно количество течен яйчен продукт, произвеждан изключително от цели кокоши яйца в съответствие с изискванията, предписани от Законодателен декрет от 4 февруари 1993 г., n. 65.
Тази паста трябва да се продава само под наименованието „яйчена паста“ и трябва да има следните характеристики: максимална влажност 12,50%, съдържание на пепел не повече от 1,10 на сто части сухо вещество, протеини (азот x 5, 70) в количества не по-малки от 12,50 на сто части сухо вещество, максимална киселинност равна на 5 градуса, съдържание на ефирен екстракт и стерол не по-ниско, съответно, от 2,80 грама и от 0,145 грама, отнасящи се до сто части сухо вещество. Максималната граница на пепел за яйчена паста с повече от 4 яйца е средно висока, от сто части сухо вещество, с 0,05 за всяко яйце или съответно количество яйчен продукт над предписания минимум. При производството на макаронени изделия, специални тестени изделия и яйчени тестени изделия е разрешено повторното използване в рамките на едно и също производствено предприятие на продукт или части от него, произхождащи от производствения или опаковъчния процес; допуска се и наличието на брашна от мека пшеница до 3 на сто.
Пастата, произведена в други страни (предмет на други разпоредби), изцяло или частично с брашна от мека пшеница и пусната за продажба в Италия, трябва да носи едно от следните търговски наименования:
- паста от меко пшенично брашно, ако е получена изцяло от брашна от мека пшеница
- грис от твърда пшеница и паста от меко пшенично брашно, ако е получена чрез смесване на двата продукта с преобладаване на грис
- паста, приготвена от брашно от мека пшеница и грис от твърда пшеница, ако е получена чрез смесване на двата продукта с преобладаващо брашно от мека пшеница.

Италианското законодателство позволява приготвянето на прясна паста според предписанията, установени за сухата паста, с изключение на влажност и киселинност, които не трябва да надвишават границата от 7 градуса. Пресните видове паста, продавани в насипно състояние, трябва да се съхраняват от производството до продажбата им при температура не по-висока от +4 °C, с толеранс 3 °C по време на транспортиране и 2 °C в други случаи; по време на транспортиране от мястото на производство до мястото на продажба те трябва да са в опаковка, непредназначена за крайния потребител, която осигурява адекватна защита от външни агенти и която носи надписа „прясна паста за продажба в насипно състояние“. Консумацията на продукта трябва да се извърши в рамките на пет дена от датата на производство.
Пресните видове паста, продавани в предварително опаковани опаковки, трябва да отговарят на следните изисквания:
1. да имат съдържание на влага не по-малко от 24%;
2. да имат активност на свободната вода (Aw) не по-ниска от 0,92 или не по-голяма от 0,97;
3. да са били подложени на топлинна обработка, еквивалентна най-малкото на пастьоризация;
4. да се съхранява от производството до продажбата при температура не по-висока от +4 °C, с толеранс от 2°С.

За улесняване на транспортирането и на по-продължителното съхранение е разрешено приготвянето на стабилизирани пресни видове паста, т.е. такива със съдържание на влага не по-малко от 20 %, активност на свободната вода (Aw) не по-голяма от 0,92 и които са били подложени на топлинна обработка и на производствени технологии, които позволяват транспортирането и съхранението им на стайна температура. Освен това през последните години хранително-вкусовата промишленост предлага макарони в различни варени формати, подправени по традиционни рецепти и след това замразени, които като такива също подлежат на правилата за замразяване.
Предлага се винаги предварително приготвена, но не и замразена, и в запечатани опаковки, които могат да се използват в краткосрочен план.

#### Видове паста, признати средтрадиционните италиански хранителни продукти(PAT)
- Паста кол ферето (Калабрия)
- Паста от Граняно (Кампания)
- Малоредус (Сардиния)
- Шалатиели (Кампания)
- Пичи (или лунгети) (Тоскана)
- Пицикото (Лацио)
- Трофие (Лигурия)
- Биголи (Венето)
- Паста ка мудика и аншоа (Калабрия)
- Паста ки сарди (Сицилия)
- Паста ки врокули ариманати (Сицилия)
- Орекиети от Пулия или Бари (Пулия)
- Страшинати от Бари (Пулия)
- Сание 'канулате от Лече (район на Саленто)
- Паста 'нкашата (Сицилия)
- Спагети ала китара (Абруцо)

### Регионално производство
Всяка година в Италия се произвеждат около 3,3 милиона тона паста. С изключение на малките занаятчийски фабрики за паста в Италия има повече от 139 фабрики за паста: 58 в Северна Италия, 30 в Централна Италия, повече от 50 в Южна Италия.
Регионите, в които има по-голямо производство на паста на национално ниво, са:
1. Кампания (по-специално градовете и провинциите Неапол и Салерно): създател на голямото разпространение на паста в Италия с вековна традиция на пастата от Кампания;
2. Емилия-Романя (по-специално градовете и провинциите Болоня и Парма): майка на световната компания Барила, както и на известните тортелини, капелети, лазаня и талиатели;
3. Ломбардия: няма дълга традиция в производството на паста, но се радва на множество индустрии, родени през последните 50 години на 20 век.
4. Пулия
5. Лигурия (по-специално град и провинция Генуа)
6. Тоскана

Малко по-надолу в класацията, горе-долу на същото ниво на производство, са регионите Абруцо, Молизе, Венето, Марке, Лацио, Пиемонт и Сицилия.
Последните места, свързани с ниско производство на паста, се падат на регионите Калабрия, Умбрия, Базиликата, Трентино-Алто Адидже, Сардиния, Фриули - Венеция Джулия и Вале д'Аоста.

## Пастата в други страни
На глобално ниво пастата с няколко малки форми, извлечени от различни чуждестранни традиции или, в 98% от случаите, внесени от силни италиански традиции (в Европа, Америка, Океания, части от Африка и Близкия изток) и китайски (в Далечния Изток и Югоизточна Азия) е популярна храна по целия свят. Всъщност, въпреки дискусиите относно посочването на точно географско място за избор на този вид храна, констатациите и проучванията за произхода на видовете паста показват, че рецепти на базата на теста от брашно и вода, с всякакви други съставки, са създадени самостоятелно и паралелно на различни места на планетата, дори ако единствените две места, където тези теста се считат за истинска паста, традиционно обработена по определени и постоянни вековни обичаи и специфични правила и критерии, свързани с древни техники, са само Италия и Китай; но предвид простотата и естествеността на приготвянето на проста смес от зърнени храни на малки парченца във вода, беше възможно да се получат храни, много подобни на тестени ястия и на други места (вж. историята и произхода по-горе).
В сегашния италиански терминът „нудли“ (от английското noodles, от своя страна от немското nudel) е добавен наскоро за обозначаване на форми на паста, които не са част от италианската гастрономическа традиция, често използван и погрешно във връзка с ориенталските традиции. Дори и на езици, различни от италианския, английският термин noodles е вмъкнат и се бърка с италианския термин pasta (или pastasciuta по отношение само на италианската паста), за да обозначи храни, особено от европейска и азиатска кухня, направени от тесто от пшенично брашно или други зърнени храни (включително италианска паста) или, независимо от държавите, само дългата или лентовидна паста, използвайки неправилно италиански термини за видовете ориенталска паста като „спагети“ или „талиатели“. В зависимост от мястото с тези термини се има предвид само хранителните продукти, получени от пшенично брашно или най-много ориз, в други се има предвид всеки хранителен продукт, получен от смес от вода и брашно от различни видове, и евентуално други съставки, често създаващи объркване между неиталианците.

### Eвропейска паста
'Пелмените са традиционно ястие на Централно-Източна Европа с месна плънка, увита в кора тънка паста (направена от брашно и яйца, понякога с добавка на мляко или вода).
Вареники са традиционно украинско ястие с пълнена паста с формата на триъгълник или полумесец, с пълнежи от картофи, месо, меко прясно сирене или горски плодове (череши, боровинки и др.).
Макарони със сирене в Англия.
- Чиния пелмени
- Вареники се поднасят с пържен лук
- Вареники, пълнени с череши като десерт

### Китай
Що се отнася до чуждите традиции, трябва да се отбележи преди всичко китайската, която отдавна се конкурира с италианския пазар. Китайската кухня използва голям брой видове паста, 麵 или опростена 面, или miàn на пинин. Миан са пшенични пасти, докато 粉 или фен са тези от ориз или други брашна (картофи, различни видове боб и др. ). Китайските нудли са основна съставка на китайската кухня. Особен вид поради своята обработка са lāmiàn.
- Изложена паста в китайска кухня
- Цзяоцзи (Shui Jiao)
- Кантонски Wonton mian
- Пекински Zhajiang mian
- Съчуански Dan-dan mian

### Япония
Трите най-популярни вида японска паста са рамен, соба и удон.
- Удон ( Темпура Удон)
- Соба (Hegi soba)
- Sōmen
- Нагоя Kishimen
- Inaniwa-udon
- Рамен (китайски произход)

### Корея
Пастата в Корея се сервират под формата на корейски нудли, наречени 국수 guksu или с китайско-корейския термин 면 myeon. Въз основа на състава си се класифицира в три групи: 당면 dangmyeon, на базата на нишесте от сладки картофи; 메밀 국수 memil guksu, приготвен от елда и подобни на соба; 올챙이 국수 olchaengi guksu, приготвени с царевично брашно.

### Друг ориенталски видове
Ориенталците са и първите производители и консуматори на готови пакетирани видове паста.
- Малайзия и Сингапур Hokkien mee
- Тайланд ผัด ไทย Pad Thai
- Мианмар မု န့ ် ဟင်းခါး Mohinga
- Виетнам Phở

### Арабско-ислямска паста
Освен че въвежда ориза и усъвършенства сушенето на паста, благодарение на арабите от Южна Италия и Сицилия и тези от Южна Испания и испанския изток, ислямската култура на хранене проникна в християнска Европа през тези региони, увеличавайки използването на подправки, въвеждане на нови зеленчуци, като патладжани и спанак, нови плодове и нови продукти като захарна тръстика, вкусът към кремообразни текстури, силно пикантни аромати и сладко-киселия сос. Вярно е също, че римско-елинистическата традиция е в основата на ислямската култура. Това може ясно да се види в диетичната наука, разработена върху гръцките и латинските класици благодарение на арабските лекари и писатели. Първо свидетелство за вид варени талиатели, датиращи от 6 век сл.н.е., подобно на тези на древните римляни, се намира в Йерусалим в Талмуда на арамейски език.
В допълнение към гореспоменатата itryya има няколко ястия, които запазват някои характеристики, повече или по-малко подобни на италианските:
- Кускус: зърна от грис и вода с различни размери за комбиниране с множество подправки.
- Rishtâ (в Близкия Изток) или itryya (в Северозападна Африка, оттук и alatria в Мароко) подобно на талиатели.
- Reshteh: подобни на капелини.
- Shaʿïriyya, (в Близкия Изток, от sha'r – „косъм“) къса паста, сварена в бульон и подправена с мазнина.
- Fidäwish (оттук и синонимът в средновековния италиански – fidello и по-късно в испанския fideos),[93] подобен на фиделини, използван в страните от Магреб за зеленчукови супи и сушено месо.[94]
- Kunafi: сладки ивици тесто, пълнени със сирене, ядки и сироп.
- Mantou: топка варена паста, пълнена с агнешка кайма.

## Диетична паста
В допълнение към вече описаните на италианския и чуждестранния пазар нараства консумацията на паста с различни характеристики, като тези, предназначени за диетата на хора с цьолиакия. Тези диетични видове паста се произвеждат изцяло с брашна без глутен, каквито могат да бъдат тези от ориз или царевица, които са с най-широко разпространение, и с помощта на добавки (моно и глицериди на мастни киселини E471 и химически модифицирано царевично нишесте E1422). Важно е да се подчертае, че „диетична паста без глутен“ не може да се дефинира като паста и всъщност за правилната дефиниция е в Президентски указ n. 187 от 2001: „хранителен продукт от безглутенови брашна, която по случайност е нарисувана като паста и приема същата форма“.
Като се има предвид това, от само себе си се разбира, че е абсолютно немислимо да се прави „бронзово“ рисуване на безглутенова паста, защото технически е направено всичко възможно, за да се запази заедно това безглутеново тесто, което би било напълно безполезно, както и скъпо, за да се опита да даде грапавост на повърхността, увеличавайки отделянето на нишесте във водата по време на готвене. Освен това, за да се направи тази паста, нишестетата се желират и стават като „пластмаса“, така че повърхността на тази „паста“, точно извън бронзовата вложка, ще стане отново гладка. Друг много важен аспект, отново тъй като няма глутен, е абсолютно безполезно да се извършва бавното сушене на този вид паста, тъй като няма глутенова мрежа, която да образува и/или консолидира: сушенето на безглутенова паста е тривиално сушене.

### Форми
Италиански видове паста, приготвени индустриално, ръчно или традиционно в италиански фабрики и семейства, които се разпространяват и изнасят през последните години в различни части на света, могат да бъдат разграничени въз основа на тяхната форма в следните категории:
- Дълга паста
  - с кръгло сечение като вермичели и спагети
  - с перфорирана част като букатини и дзити.
  - с правоъгълна или като леща като тренети и лингуини.
  - с широка дебелина колкото лазаня и реджинети.
- Паста в гнезда или чилета
  - с широка дебелина като папардели
  - с намалена дебелина като капелини, талиолини и фетучини.
- Къса паста
  - дълга като ригатони, седани, фузили, пене и гарганели.
  - средна като пипе, конкилие, дитали и орекиети.
- Дребна паста или пастина за супи като куадручи, стелини и диталини.
- Пълнена паста като тортелини, равиоли, аньолоти и канелони.
- Паста фантазия с много разнообразни и необичайни форми.

Според вида на повърхността видовете паста се делят на две категории:
- гладки, ценени заради тяхната лекота.
- наръбени, ценени заради способността си да задържат сосове.

Накрая се взема предвид грапавостта на повърхността, която помага на соса да залепне и прави контакта в устата по-вкусен. Променя се според техниката и производствените инструменти, поради което се оценяват най-грубите и порести видове.
- ръчно приготвена паста (т.е. с дъска и точилка).
- видове паста, изтеглени с бронзова матрица (т.е. направени машинно, у дома или във фабрика).

### Цветове
Чрез добавяне на определени съставки към тестото е възможно на различните формати да се придадат и различни цветове:
- зелен със сварен спанак, прясно сварен и разбъркан босилек или магданоз.
- червен с варена и смесена червена ряпа или доматено пюре.
- оранжев с варени моркови или тиква, пюрирани и накрая изсушени на огъня.
- жълт с шафран или къри, разтворени в малко топла вода.
- кафяв с горчиво какао.
- черен с мастило от сепия.

### Вкусове
Вкусът на пастата се придава чрез умна комбинация от следните елементи:

#### Набрашняване
В допълнение към брашното от мека пшеница и гриса от твърда пшеница, които са най-използваните, могат да се използват и много други брашна като такива от лимец, ориз, ечемик, кестени, елда и др. Всяко от тези брашна придава свой собствен характер, като повлиява както на вкуса, така и на консистенцията. При избора на брашна е от основно значение да се има предвид съдържанието на глутен в тях, тъй като това влияе върху здравината на тестото и устойчивостта на готвене, които се увеличават пропорционално на него. По време на готвене двата протеина глиадин и глутенин, съдържащи се в брашната, се свързват с водата, образувайки един вид мрежа. Протеините от грис образуват плътна мрежеста мрежа, улавяйки нишестето, което би направило пастата лепкава; тези от меко пшенично брашно образуват голяма мрежеста мрежа, която по-трудно задържа нишестето на пастата, която клони към преваряване.

#### Аромати
Терминът се разбира в много широк смисъл и включва всички съставки, които могат да се смесят с тестото, което да го направи по-вкусно. Първо по важност е яйцето, защото освен че обогатява вкуса, то има способността да се свързва с частиците брашно и други съставки, което прави тестото лепкаво, по-лесно за оформяне и с по-голяма консистенция след готвене. Веднага след това идва двойно пресованият зехтин, който придава еластичност и пластичност на тестото. Третото е солта, която спомага за скрепване на глутеновата мрежа, като същевременно втвърдява малко тестото. Освен тях има и дълга поредица от продукти, толкова разнообразни, колкото е въображението: галета, сирена, различни сушени или прясно смлени билки, подправки, лют червен пипер и др.

#### Пълнене
Пастата може да е пълнена, като се затвори пълнеж в тесто от брашно, който може да бъде на месна, сиренова, зеленчукова или рибна основа. Някои варианти на регионална или висша кухня включват и сладки пълнежи като конфитюри или подправена рикота, захар и лимонова кора и дори портокалов сок. Пълнежът е различен тип тесто, получено чрез подходяща обработка на съставките, така че да придобият кремообразна или пастообразна консистенция, понякога с няколко по-големи парчета, но не твърде много, за да не пробият външното тесто.

#### Овкусявания
Те имат цвят и вкус според различните видове паста и за различни поводи. Включват много различни препарати, както за компонентите, така и за техниките на готвене: сосове и рагу, бешамел и пасиран сос, сирене фондю и редукции със сметана, сурови зеленчуци или мастни емулсии и бульони, и др. Към тях се добавят по-прости елементи, които често се комбинират в последния момент, като мазнини и сирена. Безспорната звезда на всички подправки е доматът който, включвайки се в многобройни заготовки, допринася за успеха на най-известното ястие от италианската кухня и сега се смята за негов „класически“ акомпанимент: Паста с доматен сос.
Само двойно пресованият зехтин и пармезан имат значение сравнимо с домата по употреба и по техния типично италиански произход. Какъвто и да е, дресингът трябва да е правилно кремообразен в края, нито воден, нито прекалено сух. За тази цел е необходимо да се приспособи към формата на пастата, способна повече или по-малко да задържа и абсорбира соса, за да се избере подходящата техника и време за готвене. Има и сладки сосове, които се комбинират с определени пълнежи (например мед за сардинската seada) или характеризират обикновена паста (например макарони с орехи от Умбрия) и дори се смесват със солени сосове (например в някои видове сицилианско тимбало).

## Производство
Произвежда се чрез следните технически операции:
- смесване и обработка на брашното и другите съставки с повече или по-малко течно вещество, като вода или яйце, което прави възможно получаването на тесто;
- раздробяване и оформяне на последните;
- възможно изсушаване.

Същите тези пасажи са в основата на най-разнородните заготовки: както много сухи, като италианска паста и арабски кускус, така и особено меки и влажни такива като елзаски шпацле или други тестени изделия от китайски тип, почти течни, които остават само във формата един веднъж бланширан.

### Домашни техники
Има няколко основни инструмента, традиционно свързвани с производството на паста: дъска, точилка, шпатула и нож. Дъската – голяма дървена дъска без възли, кухини или драскотини, макар и да е забранена от съвременните правила, регулиращи заведенията за обществено хранене и заменена със стоманени плотове, остава отличен инструмент за опаковане на прясна паста, тъй като дървото премахва влагата от тестото, така че да трябва да се прекалява с поръсването с брашно, и предава своята грапавост на тестото, което му дава особена сила да задържа сосовете и да е приятно на допир, което е трудно да се възпроизведе.
Точилката – дървен цилиндър с диаметър най-малко 3-4 см и с различни дължини се върти върху кората или се овалва в нея, за да я изтъни. Металната или пластмасова шпатула се използва за събиране на тестото от дъската. Ножът, висок и правоъгълен, е за рязане. Като алтернатива на точилката и ножа можете да разточи и нареже тестото на листа със специална машина.
Освен тези инструменти, за да се придаде на тестата най-разнородни форми, може да се използват гребени, игли за плетене или квадратно сечение, матрици или каквото друго предложи въображението. Домашните теста обикновено включват използването на яйца. Ориентировъчно за всяка порция се омесва по яйце със 100 г меко пшенично брашно или с 80 г грис от твърда пшеница; дозите се намаляват наполовина при пълената паста. Когато се разточи много тънкото тесто с точилка върху повърхност, е възможно да се натъкнеш на т. нар. парадокс на пастата: ако тестото е мокро, то лесно залепва за точилката или повърхността и не може бъде разгърнато. Въпреки това, ако се изсуши с добавяне на брашно, става много ронливо и рискува да се напука. Само опитът може да осигури точното възприятие между влажност и сухота за получаване на много тънки кори с точилката. Машината за паста улеснява преодоляването на този проблем.

### Индустриални техники
Основните процеси на производство на паста са:
- Смилане на пшеницата
- Омесване и месене

Грисът се смесва с вода, за да се свържат нишестето и глутенът. След това тестото се смесва и хомогенизира с машина, наречена месител.
- Екструдране с матрица

След това тестото се екструдира през машина за изтегляне, което му придава желаната форма. Ако матрицата е направена от бронз, повърхността на пастата ще бъде леко набръчкана, което прави пастата по-подходяща за задържане на сосове и подправки.
- Ламиниране

(алтернатива на екструдирането): Тестото се прекарва през серия от противоположни цилиндри с намаляващо разстояние, докато се получи лист с желаната дебелина. Тази система предпазва пастата от температурата (80 °C или по-висока) и налягането (10 бара или по-високо), на които пастата е подложена в процеса на изтегляне/екструдиране.
- Изсушаване

В зависимост от вида видовете паста се изсушават с помощта на горещ въздух с различни продължителност и процедури. По закон крайната влажност не може да надвишава 12,5%, като се започне от процент влажност, равен на около 35%.
- Охлаждане и опаковане

## Видове приготвяне
Съществуват различни техники за готвене на паста, които се адаптират към различните видове паста и придават специфичен характер на крайния продукт.

### Варена паста
Варенето е най-разпространеният метод за приготвяне на паста. При домашното готвене обикновено то се извършва в тенджера, пълна с вода и поставена да заври на огън; в професионалните кухни за варене има специален нагревател. Водата трябва да се посоли с около 10 грама готварска сол за всеки литър, като на всеки 100 грама паста трябва да се осигури поне литър вода и пастата трябва да се отцеди, когато вече е сварена. Необходимо е да се разбърква, за да се предотврати образуването на компактни маси тесто. Огънят трябва винаги да е много силен. Готвенето може да продължи от 3 до 25 минути в зависимост от формата и вида на пастата. Точната продължителност на готвене значително влияе върху смилаемостта на храната: обичайно е да се казва, че в края на готвенето тя трябва да бъде al dente, тоест умерено сварена, за да се запази известна устойчивост на дъвчене, което обаче прави не трябва да е прекомерно.
Друг важен фактор за приготвянето на пастата е овкусяването, тоест след сваряване пастата се отцежда и се смесва със соса в зависимост от рецептата, както студено в чиния за сервиране (напр. с песто), или сотирайки я за няколко минути в тиган със собствен сос (гореща сметана) на силен огън, след което се разбива допълнително с мазен дресинг или евентуално с настъргано или люспесто сирене на котлона (напр. сос аматричана и сирене пекорино). Някои формати могат да се консумират и студени, овкусени на вкус, обикновено в т. нар. „салати с паста“. Сирене (почти винаги зряло) може и да не се предлага, например в случай на рибни сосове или други подобни.
За видовете паста в бульон, които могат да бъдат пресни (напр. куадручи), сухи (напр. пастина) или пълнени (напр. тортелини) пастата е сварена и сервирана в месен или зеленчуков бульон, произведен с естествени вещества или, алтернативно – на кубчета или концентриран месен бульон, пакетиран от хранително-вкусовата промишленост. Ако използваната паста е суха и с дребен формат (напр. пастина), ястието обикновено се нарича „минестрина“.
Метод, възприет за оценка на качеството на пастата от твърда пшеница, е измерването на степента на прозрачност на водата за варене.

### Паста на фурна
В много италиански регионални рецепти пастата, сварена до полуготовност, се отцежда, охлажда, овкусява и традиционно се прекарва на фурна за пълно приготвяне (напр. лазаня, анелети на фурна или тимбали).

### Пържене

#### Италия
Пърженето на паста е доста рядко срещано явление в Италия и традиционно се използва преди всичко за сладки приготвяне или, от съвременните готвачи, за получаване на хрупкава паста, която да се комбинира с определени сосове. В неаполитанската кухня е широко разпространен омлетът с макарони, където пастата се пържи след сваряване и се комбинира с яйце и евентуално с други подправки. Широко разпространено в района на Саленто е ястие, наречено ciceri e tria (нахут с паста), в което половината от пастата (tria) се запържва във врящ зехтин и след това се смесва с паста, предварително сварена заедно с нахута. Типичен карнавален десерт е широко разпространен в цяла Италия: фрàпе (в Централна Италия) или киàкере; те са направени от лентички пържено тесто и поръсени с пудра захар. В някои райони на Сицилия има сладкя ястие на базата на пържени спагети на гнезда и гарнирани с мед и други ароматни подправки. Пикантна версия на фрапе е пърженото ньоко, характерно за Емилия. В някои сладки продукти от марокански произход (Halwa Shebakia) пастата се сварява в мед.

#### Азия
Пържените нудли са дълга паста, приготвена с други съставки, които варират в зависимост от рецептата. Това е традиционно ястие и е много популярно в кухните на Източна Азия, Югоизточна Азия и в по-малка степен в Южна Азия. Те присъстват по целия свят в етнически ресторанти в страни, принадлежащи към тези региони.
Най-често срещаните са стир-фрай, по-рядко – във фритюрник или пържени в малко олио. Нудлите могат да се приготвят с пшенично брашно, яйчно тесто, ориз или прозрачно нишесте, обикновено извлечени от зърната на маш (вид боб).
Сред най-популярните са китайските, наречени чоу мейн (炒面S ) и чоу фен (炒粉S, на кантонски: chao fun), чието тесто се приготвя съответно от пшенично и от оризово брашно. В Югоизточна Азия пържените нудли често се готвят и продават от уличните търговци като улична храна, като най-известният е мие горенг от Малайзия и Индонезия и пад тай от Тайланд.

### Друго
Предварително сварените и вече подправени индустриални видове паста, замразени или не, трябва да се загреят само в тиган, в традиционната фурна или на микровълновата фурна и ще бъдат готови за няколко минути. На индустриално ниво има модерни системи за готвене на водна баня или предварително готвене с пара или пулверизирана вода, евентуално свързани със системи за пастьоризация.
Полуготовите нудли са предварително приготвена и дехидратирана дълга паста, обикновено консумирани в бульон, които са готови за консумация за няколко минути чрез добавяне на гореща вода и подправки. Произведени за първи път за японския пазар през 1958 г., по-късно се разпространяват почти по целия свят.

## Ястия на основата на паста
Всяко ястие на базата на паста се характеризира с определен вид паста, начин на готвене и вид сос или подправка.
Различните видове паста се делят на суха паста, прясна паста, яйчена паста, пълнена паста, ньоки. Различните видове готвене се делят на суха паста (при която пастата просто се сварява и овкусява със сос), паста на фурна и паста в бульон. Различните видове сосове се разделят на първо място на червени сосове (с домати) и бели сосове (без домати) и на второ – постни сосове (без месо или риба) и на сосове с месо или риба. сосовете могат да бъдат варени или сурови. 

## Хранителни стойности
Видовете паста имат високо съдържание на въглехидрати под формата на нишесте (около 80%) и значително съдържание на протеини (около 10%), макар че последните имат недостатъчно съдържание на незаменими аминокиселини. Недостигът на хранителни вещества засяга съдържанието на мазнини и витамини; снабдяването с минерали е силно небалансирано поради преобладаването на калий. Следователно за целите на натоварването на гликемичния индекс е полезно включването на зеленчуци за витамини в храната; меса или бобови растения, за да завършите приема на протеини, като не трябва да се забравя рибата за прием на омега 3 мастни киселини, сирена за липиди, растителни масла, сред които се откроява зехтинът – за ненаситените мастни киселини. Калориите, осигурени от 100 г паста, са около 350, което се равнява на 1487 kJ.